# Мифлинберг (Пенсилванија)
Мифлинберг (енгл. Mifflinburg) град је у америчкој савезној држави Пенсилванија.

## Демографија
По попису из 2010. године број становника је 3.540, што је 54 (-1,5%) становника мање него 2000. године.
| Група             | 2000.         | 2010.         |
| Белци             | 3.514 (97,8%) | 3.453 (97,5%) |
| Афроамериканци    | 16 (0,4%)     | 23 (0,6%)     |
| Азијати           | 8 (0,2%)      | 9 (0,3%)      |
| Хиспаноамериканци | 27 (0,8%)     | 31 (0,9%)     |
| Укупно            | 3.594         | 3.540         |